# 캉캉 69
"캉캉 69"는 한국에서 제작된 석도원 감독의 1992년 에로, 멜로/로맨스, 드라마 영화이다. 유연실 등이 주연으로 출연하였고 강미영 등이 제작에 참여하였다.

## 출연

### 주연
- 유연실
- 이동준
- 오미경
- 강승미

### 조연
- 이무정
- 마흥식

## 기타
- 원작자: 임웅순
- 조명: 조길수
- 녹음: 이성근